# Paula Mouthaan
Pauline Johanna Gesine (Paula) Mouthaan (Vrijenban, 29 januari 1892 – Ekeren, 8 december 1969) was een Nederlands kunstschilder.

## Leven en werk
Paula Mouthaan was een dochter van ambtenaar Isaac Jacobus Mouthaan en Suzette Henriette van Gelder. Ze bezocht het gymnasium in Delft en studeerde vervolgens vanaf 1914 aan de Rijksakademie van beeldende kunsten in Amsterdam, als leerling van Henk Meijer en Arend Odé. In 1918 dong ze met de leerlingen van de grote schilderklassen mee naar de Cohen Gosschalkprijs. Henri Jonas won de prijs. De jury, bestaande uit Willem van Konijnenburg en Nicolaas van der Waay, besloot een studie van Mouthaan aan te kopen voor 50 gulden. In deze periode werd ze geportretteerd door Isaac Israëls, die haar op het doek vastlegde terwijl ze voor de ezel zat. Van 1919 tot 1923 was Mouthaan een loge-leerling van Antoon Derkinderen. Als onderdeel van haar artistieke opleiding maakte ze studiereizen naar Frankrijk en Italië. 
Mouthaan schilderde onder meer havengezichten, mensen en stillevens. In 1922 ontving ze met Adriaan van der Plas de Koninklijke Subsidie voor Jeugdige Kunstschilders. In 1926 dong ze mee naar de Thérèse van Duyl-Schwartze Prijs. Mouthaan was lid van Arti et Amicitiae en de Pulchri Studio, waarmee ze ook exposeerde. Haar werk was verder onder andere te zien tijdens een door de Schilderessenvereniging ODIS georganiseerde tentoonstelling (1933) in de Koninklijke Kunstzaal Kleykamp en de tentoonstelling Onze kunst van heden (1939-1940) in het Rijksmuseum Amsterdam. Kunstcriticus Cornelis Veth was in 1933 positief over haar werk: "Niet minder heeft mij getroffen het teekeningetje van mej. Mouthaan, de kop van een oud Bretonsch vrouwtje, gevoelig en vitaal van modelé en gezet tegen een interessant en toch niet opdringerig achtergrondje met schepen."
Paula Mouthaan trouwde in 1935 met bankier en effectenhandelaar Willem Eli van Heukelom (1877-1955). Hij was weduwnaar van Marie Rosine van Gelder, een tante van Paula. Het echtpaar woonde in de Parkflat Marlot in Den Haag. In 1964 verhuisde Mouthaan, inmiddels zelf weduwe, naar België. Ze overleed er een aantal jaren later, op 77-jarige leeftijd. Ze werd gecremeerd in het Haagse crematorium Ockenburgh.
- Biografisch Portaal: 22302155
- RKD-Nederlands Instituut voor Kunstgeschiedenis: 58071